# Medicopter 117
Medicopter 117 (niem. Medicopter 117 – Jedes Leben zählt, 1998–2007) – serial przygodowy produkcji niemiecko-austriackiej.

## Medicopter 117
W Polska był emitowany na antenie TVN, TVN 7, AXN, TV PULS, TV PULS 2 i TV6.

## Opis fabuły
Serial opowiada o pracownikach górskiego pogotowia lotniczego, które zlokalizowane jest w miasteczku St. Johann im Pongau niedaleko Bischofshofen (środkowa Austria). Biorą oni udział w akcjach zarówno ratowniczych jak kryminalnych na terenie Alp w Austrii i Niemczech.
Budowa odcinka

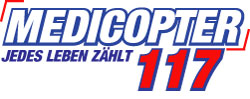

Typowy odcinek serialu składa się z dwóch przeplatających się wątków – pierwszy pokazuje życie ratowników w bazie; ukazuje także moment wezwania na akcję. Drugi wątek, zaczynający film opowiada samą akcję.
Większość odcinków składa się z dwóch akcji ratunkowych: pierwszej, szybkiej i łatwej oraz drugiej, powiązanej z pierwszą, zdecydowanie dłuższej i bardziej niebezpiecznej. Każdy odcinek zaczyna się wstępem – sceną, która wyjaśnia jak doszło do pierwszego wypadku. Później następuje czołówka, a zaraz po niej scena w bazie, kończąca się wezwaniem z centrali. Dalszy ciąg jest zależny od specyfiki danego odcinka.

## Helikopter
Eurocopter/Kawasaki BK-117, rejestracja D-HECE. W serialu występowały również helikoptery zastępcze, które różniły się rejestracjami (D-HEOE, D-HEGE, D-HFOF).

## Obsada
| Aktor                   | Postać                  | Odcinek     | Sezon  | Opis |
| ----------------------- | ----------------------- | ----------- | ------ | --- |
| Manfred Stücklschwaiger | Thomas Wächter          | 1–50        | 1–5    | Pilot. Zginął w wybuchu kopalni gdy ratował kolegę, Michaela. |
| Serge Falck             | Peter Berger            | 1–82        | 1–7    | Sanitariusz. |
| Rainer Grenkowitz       | Dr. Michael Lüdwitz     | 1–38, 49    | 1–4, 5 | Lekarz. Musiał uciekać przed rosyjską mafią. Poprzez Program Ochrony Świadków został uznany za zmarłego.                                                                                    |
| Sabine Petzl            | Biggi Schwerin          | 1–57, 63    | 1–5, 6 | Pilotka. Wskutek obrażeń doznanych podczas wypadku nie mogła już latać. Wyjechała, aby uczyć na symulatorach.                                                                               |
| Wolfgang Krewe          | Ralf Staller            | 1–35        | 1–3    | Sanitariusz. Odchodzi po tym jak dowiaduje się, że jego nowa dziewczyna jest prostytutką.                                                                                                   |
| Anja Freese             | Dr. Gabriele Kollmann   | 1–24        | 1–3    | Lekarka. Podczas ratowania chłopca z opuszczonej fabryki nastąpił wybuch. Doznała ciężkich obrażeń płuca i skóry (60%). Odrzuciła szanse na przeszczep płuca, podejmując decyzję o śmierci. |
| Hanno Pöschl            | Max                     | 1–82        | 1–7    | Mechanik. |
| Axel Pape               | Frank Ebelsieder        | 1–21, 25–32 | 1–2, 3 | Były kierownik bazy. Opuszcza ją ponieważ dostaje awans. |
| Barbara Demmer          | Heidi Oberhuber         | 1–9         | 1      | Sekretarka. |
| Roswitha Meyer          | Dr. Karin Thaler        | 26–82       | 3–7    | Lekarka. Zajmuje miejsce Gabrielli po jej śmierci. |
| Tom Mikulla             | Enrico Contini          | 36–64       | 4–6    | Sanitariusz. Odchodzi z Medicoptera razem z Biggi aby przejąć z nią hotel należący do jego matki.                                                                                           |
| Urs Remond              | Dr. Mark Harland        | 41–82       | 4–7    | Zajmuje miejsce Michaela. |
| Hans Heller             | Jens Köster             | 51–82       | 5–7    | Zajmuje miejsce Thomasa po jego śmierci. |
| Julia Cencig            | Gina Aigner             | 14, 48–82   | 2, 5–7 | Pilotka. Zastępuje Biggi po jej odlocie do USA. |
| Jo Weil                 | Florian Lenz            | 65–82       | 6–7    | Sanitariusz po odejściu Enrico. |
| Gilbert von Sohlern     | Gunnar Eros Höppler Jr. | 49–82       | 5–7    | Kierownik bazy. |

## Spis odcinków
| N/o            | Polski tytuł             | Niemiecki tytuł            |
| -------------- | ------------------------ | -------------------------- |
| FILM PILOTOWY  |                          |                            |
| 00             | Świadek koronny          | Der Kronzeuge              |
| SERIA PIERWSZA |                          |                            |
| 01             | Dawka śmiertelna         | Tödliche Dosis             |
| 02             | Zakładnicy               | Die Geiselnahme            |
| 03             | Krótkie spięcia          | Kurzschluss                |
| 04             | Niebem do piekła         | Flug in die Hölle          |
| 05             | Płonie stodoła           | Inferno ohne Ausweg        |
| 06             | Ślepa furia              | Blinde Wut                 |
| 07             | Jadowity lot             | Gift in den Adern          |
| 08             | Upadek                   | Der Absturz                |
| SERIA DRUGA    |                          |                            |
| 09             | Nad przepaścią           | Über dem Abgrund           |
| 10             | Napad na bank            | Der Bankraub               |
| 11             | Mokry grób               | Nasses Grab                |
| 12             | Kwarantanna              | Viren an Bord              |
| 13             | Fałszywy alarm           | Blinder Alarm              |
| 14             | Błąd w sztuce            | Die falsche Maßnahme       |
| 15             | Uśpiona                  | Knockout                   |
| 16             | Nacisk                   | Schulbus in den Tod        |
| 17             | Sabotaż                  | Gejagt                     |
| 18             | Podejrzany               | Unter Verdacht             |
| 19             | Bez wyjścia              | Mission ohne Ausweg        |
| 20             | Serce zimne jak lód      | Das kalte Herz             |
| 21             | Walka z czasem           | In letzter Sekunde         |
| SERIA TRZECIA  |                          |                            |
| 22             | Podniebna tułaczka       | Irrfahrt am Himmel         |
| 23             | Śmiertelna pułapka       | Die Todesfalle             |
| 24             | Między życiem a śmiercią | Zwischen Leben und Tod     |
| 25             | Chrzest ognia            | Die Feuertaufe             |
| 26             | Droga do piekła          | Fahrt zur Hölle            |
| 27             | Porwanie                 | Kidnapping                 |
| 28             | Błąd systemu             | Fehler im System           |
| 29             | Polowanie                | Gehetzt                    |
| 30             | Bomba na kołach          | Die rollende Bombe         |
| 31             | Na krawędzi              | Todessprung                |
| 32             | Horror                   | Horror                     |
| 33             | Lincz                    | Bodenlos                   |
| 34             | Zemsta Korrera           | Corrers Rache              |
| SERIA CZWARTA  |                          |                            |
| 35             | Statek widmo             | Geisterflieger             |
| 36             | Na ratunek Susi          | Rettet Susi                |
| 37             | Pieniądze albo życie     | Geld gegen Leben           |
| 38             | Zabójcza wiedza          | Tödliches Wissen           |
| 39             | Miłość albo życie        | Liebe oder Tod             |
| 40             | Awaria maksymalna        | Super-Gau                  |
| 41             | Mobbing                  | Mobbing                    |
| 42             | Kokaina                  | Kokain                     |
| 43             | Pan Radio                | Mr. Radio                  |
| 44             | Jedyny świadek           | Die einzige Zeugin         |
| 45             | Żywcem pogrzebane        | Lebendig begraben          |
| 46             | Kamikadze                | Kamikaze                   |
| 47             | Ucieczka                 | Auf der Flucht             |
| SERIA PIĄTA    |                          |                            |
| 48             | Pociąg                   | Der Zug                    |
| 49             | Ucieczka bez powrotu     | Flucht ohne Wiederkehr     |
| 50             | Pluton                   | Plutonium                  |
| 51             | Lęk wysokości            | Höhenangst                 |
| 52             | Morze ognia              | Inferno                    |
| 53             | Podniebne szaleństwo     | No risk, no fun            |
| 54             | Zagubieni                | Verschollen                |
| 55             | Zniesławienie            | Rufmord                    |
| 56             | W labiryncie             | Im Labyrinth               |
| 57             | Transport pieniędzy      | Geldtransport              |
| 58             | Ściana Ognia             | Die Flammenfalle           |
| 59             | Zemsta                   | Rache um jeden Preis       |
| 60             | Pasażerowie na gapę      | Blinde Passagiere          |
| SERIA SZÓSTA   |                          |                            |
| 61             | Ochroniarz               | Bodyguard                  |
| 62             | Uderzenie pioruna        | Blitzschlag                |
| 63             | Zasypani                 | Verschüttet                |
| 64             | Fajerwerki               | Das Feuerwerk              |
| 65             | Zły czas, złe miejsce    | Falsche Zeit, falscher Ort |
| 66             | Wybuchowy ładunek        | Freier Fall                |
| 67             | Krwawa ofiara            | Blutige Spende             |
| 68             | Cztery żywioły           | Vier Elemente              |
| 69             | Mikado                   | Mikado                     |
| 70             | Porwanie                 | Abgezockt                  |
| 71             | Ślepy lot                | Blindflug                  |
| 72             | Morze ognia              | Flammenmeer                |
| 73             | Gorący śnieg             | Heißer Schnee              |
| SERIA SIÓDMA   |                          |                            |
| 74             | Lot w nieznane           | Flug ins Ungewisse         |
| 75             | Igranie ze śmiercią      | Spiel mit dem Tod          |
| 76             | Ogień!                   | Feuer!                     |
| 77             | Tunel                    | Der Tunnel                 |
| 78             | Bez skrupułów            | Ohne Skrupel               |
| 79             | Lodowate więzienie       | Eisiges Gefängnis          |
| 80             | Na przekór wszystkiemu   | Gegen jede Chance          |
| 81             | Strach                   | Angst!                     |